# Čarobne zvijeri u Harryju Potteru
Magična stvorenja čine šarolik i važan dio čarobnjačkog svijeta u seriji romana o Harryju Potteru spisateljice J. K. Rowling. Kroz prvih šest knjiga, Harry i njegovi prijatelji u svojim su avanturama, ali i tijekom predmeta Skrbi za magična stvorenja susreli mnoga od tih bića. Rowling je također napisala djelo Čudesne zvijeri i gdje ih naći, koje je pripisala imaginarnom magizoologu Newtu Scamanderu, vodič kroz magične zvijeri koje su spomenute tijekom serije. Mnoga od tih legendarnih stvorenja izvučena su iz kultura raznih naroda, uključujući grčku i egipatsku mitologiju te britanski i skandinavski folklor.

## Regulacija i klasifikacija
Vidi i: Biće (Harry Potter)
Odjel za regulaciju i kontrolu magičnih stvorenja pri Ministarstvu magije zadužen je za nadgledanje i regulaciju čarobnih stvorenja. Odjel je podijeljen na tri odsjeka: Odsjek za zvijeri, Odsjek za bića i Odsjek za sablasti. Definicija "bića" po Čudesnim zvijerima jest sljedeća - "biće je svako stvorenje koje ima dostatnu inteligenciju da shvati zakone magijske zajednice i preuzme dio odgovornosti za stvaranje tih zakona." Ta definicija uključuje ljude i gobline; u skladu s tom definicijom vile, vilovnici, gnomi i većina ostalih stvorenja dobila je status zvijeri. Kentauri i vodenljudi odbili su ponuđeni status bića i zatražili da im se vrati prijašnji status zvijeri. Vukodlaci i animagusi posebni su zato što su obično u ljudskom obličju: vukodlak se preobražava iz ljudskog obličja samo tijekom punog mjeseca, a animagus je čovjek koji je naučio svojevoljno se pretvoriti u životinju. poslovi vezani uz duhove potpali su pod nadležnost Odsjeka za sablasti. Dementori, strašni čuvari zatvora Azkabana, nisu posebno spomenuti u Čudesnim zvijerima, ali vjerojatno imaju sličnu klasifikaciju kao i Slelje. 
Odjel za regulaciju i kontrolu magičnih stvorenja kategorizira čarobne zvijeri na ljestvici od 1 do 5:
- 1: Dozlaboga dosadan
- 2: Bezopasan / pripitomljavanje moguće
- 3: Kompetentni čarobnjaci ne bi trebali imati poteškoća
- 4: Opasan / samo za stručnjake
- 5: Ubija čarobnjake / dresiranje i pripitomljavanje nemoguće

## Popis čarobnih zvijeri
Niže je popis zvijeri iz Čarobnih zvijeri i gdje ih naći koji se nalazi u poglavlju "Čudesne zvijeri A-Ž". Kraj naziva svake zvijeri istaknuta je i klasifikacija Ministarstva magije (vidi gore). Bauci su spomenuti u seriji, ali nisu navedeni u Čudesnim zvijerima te zato i nije poznata njihova klasifikacija.
| - Akromantula - 5 - Bazilisk - 5 - Bljeskavac - 2 - Bodljaš - 3 - Bundimun - 3 - Crvena ćepica - 3 - Čekinjaš - 1 - Dugin balavac - 3 - Erkling - 4 - Erumpent - 4 - Feniks - 4 - Glud - 3 - Gnom - 2 - Grifin - 4 - Gruvalica - 2 - Gul - 2 - Himera - 5 - Hipogrif - 3 - Horklump - 1 - Jastučarka - 2 - Jednorog - 4 - Jeti (poznat i kao Bigfoot ili strašni snježni čovjek) - 4 - Kapuka - 4 - Kelpi - 4 - Kentaur - 4 - Knarl - 3 - Konjic - 3 - Krilati konj - 2-4 - uključuje sljedeće pasmine: - Abraksaška - Etonska - Granijanska - Testrali | - Krup - 3 - Letizvrk - 3 - Lobalug - 3 - Mantikor - 5 - Merlap - 3 - Mjesečar - 2 - Moki - 3 - Morska zmija - 3 - Mrki Bumban - 3 - Navjesnik (poznat i kao irski feniks) - 2 - Nundu - 5 - Oblica - 3 - Okami - 4 - Pepelarica - 3 - Perjavka - 2 - Petonožac (poznat i kao Dlakavi MacBoon) - 5 - Pjegavi zloklješt - 3 - Plameni rak - 3 - Pogrebin - 3 - Poluduh - 4 - Ponovnica - 2 - Porlok - 2 - Prutak - 2 - Psovulj - 3 - Ramora - 2 - Re'em - 4 - Runotrag - 4 - Salamander - 3 - Sfinga - 4 - Slelja - 5 - Šnjofavac - 3 - Tebo - 4 | - Trol - 4 - Upavac - 3 - Vila - 2 - Vilenica (poznata i kao vila ugrizuša) - 3 - Vilovnik - 3 - Vodenljudi (poznati još i kao sirene, vodeni vilenjaci, vodenjaci) - 4 - Vražićak - 2 - Vukodlak - 5 - Zgrabirog - 4 - Zlatonosac (poznat još i kao klaurikorn) - 3 - Zlorep - 3 - Zmaj - 5 - Novozelandski opalnooki - Kineski meteorac - Obični velški zeleni - Hebridski crni - Mađarski bodljorep - Norveški kukudrilo - Peruanski gujozub - Rumunjski dugorog - Švedski kratkonosi - Ukrajinski željznik - Zvrkavica - 4 - Ždronjalica - 2 - Žustrica - 3 |

## Životinje s čarobnim moćima
Mnogi kućni ljubimci iz serije obične su životinje s magičnim svojstvima. Sove, na primjer, dostavljaju poštu. Niže su navedena samo stvorenja koja postoje isključivo u čarobnjačkom svijetu.

## Likovi
Niže je popis čarobnih zvijeri koje su došle u kontakt s Harryjem ili imaju važnu ulogu u seriji. Istaknuto je ime zvijeri (ako je poznato), vrsta, vlasnik ili mjesto boravka i knjige u kojima ima važnu ulogu (Knjige u kojima se zvijer pojavljuje samo nakratko navedene su kurzivnim tekstom). Neke od dolje navedenih zvijeri ujedno su i kućni ljubimci.

### Imenovani
- Aragog
  - Vrsta: Akromantula
  - Lokacija: Zabranjena šuma
  - Pojavljivanja: Knjiga 2, Knjiga 6

- Kljunoslava (Letimir)
  - Vrsta: Hipogrif
  - Vlasnik: Rubeus Hagrid, zatim Sirius Black pa Harry Potter
  - Pojavljivanja: Knjiga 3, Knjiga 4, Knjiga 5, Knjiga 6

- Bein
  - Vrsta: Kentaur
  - Lokacija: Zabranjena šuma
  - Pojavljivanja: Knjiga 1, Knjiga 5

- Krivonja
  - Vrsta: Dijelom mačka, dijelom žustrica
  - Vlasnik: Hermione Granger
  - Pojavljivanja: Knjiga 3, Knjiga 4, Knjiga 5, Knjiga 6

- Fawkes
  - Vrsta: Feniks
  - Vlasnik: Albus Dumbledore
  - Pojavljivanja: Knjiga 2, Knjiga 4, Knjiga 5, Knjiga 6

- Firenzo
  - Vrsta: Kentaur
  - lokacija: Zabranjena šuma, zatim Hogwarts
  - Pojavljivanja: Knjiga 1, Knjiga 5, Knjiga 6

- Bundi
  - Vrsta: Troglavi pas
  - Lokacija: Hogwarts, zatim pušten u Zabranjena šuma
  - Pojavljivanja: Knjiga 1

- Norbert
  - Vrsta: Zmaj (norveški kukudrilo)
  - Vlasnik: Rubeus Hagrid (dok je Norbert bio beba)
  - Pojavljivanja: Knjiga 1

- Ronan
  - Vrsta: Kentaur
  - Lokacija: Zabranjena šuma
  - Pojavljivanja: Knjiga 1 Knjiga 5

### Neimenovani
- Praskavi repani
  - Vlasnik: Rubeus Hagrid
  - pojavljivanja: Knjiga 4

- Bazilisk
  - Lokacija: Odaja tajni
  - pojavljivanja: Knjiga 2

- Kentauri
  - lokacija: Zabranjena šuma
  - Pojavljivanje: Knjiga 5, Knjiga 6

- Vilenice
  - lokacija: Grimmauldov trg br. 12
  - pojavljivanja: Knjiga 5

- Zmaj (Kineska meteorka)
  - Pojavljivanja: Knjiga 4

- Zmaj (Obična velška zelena)
  - Pojavljivanja: Knjiga 4

- Zmaj (Mađarska bodljorepa)
  - Pojavljivanja: Knjiga 4

- Zmaj (Švedska kratkonosa) 
  - Pojavljivanja: Knjiga 4

- Gruvalica - Proučavana na satu Obrane od mračnih sila, a inače ih se može pronaći u hogwartskom jezeru
  - Pojavljivanja: Knjiga 3, Knjiga 4

- Kapuka - Proučavana na Obrani od mračnih sila
  - Pojavljivanja: Knjiga 3

- Kelpiji
  - Pojavljivanja: Knjiga 2

- Zlatonosci (irske maskote na svjetskom metlobojskom prvenstvu)
  - Pojavljivanja: Knjiga 4

- Vodenljudi - hogwartssko jezero
  - Pojavljivanja: Knjiga 4, Knjiga 6

- Crvene ćepice - Proučavane na Obrani od mračnih sila
  - Pojavljivanja: Knjiga 3

- Sfinga u Tromagijskom labirintu
  - Pojavljivanja: Knjiga 4

- Trol kojeg su onesvijestili Harry i Ron
  - Pojavljivanja: Knjiga 1

- Trol kraj kojeg su prošli Harry i Hermiona, a kojeg je onesvijestio Quirinus Quirrell
  - Pojavljivanja: Knjiga 1

- Jednorog
  - Lokacija: Zabranjena šuma
  - Pojavljivanja: Knjiga 1

- Jednorog
  - Lokacija: sat Skrbi za magična stvorenja profesorice Grubbly-Plank
  - Pojavljivanja: Knjiga 4

### Kućni vilenjaci
Harry je upoznao i kućne vilenjake; Dobbyja u Harryju Potteru i Odaji tajni, Winky u Harryju Potteru i Plamenom peharu i Kreachera u Harryju Potteru i Redu feniksa. Ured za premještanje vilenjaka djeluje pri Odjelu za regulaciju i kontrolu magičnih stvorenja.

### Vukodlaci
Remus Lupin, učitelj Obrane od mračnih sila u Harryju Potteru i zatočeniku Azkabana, i dobar Harryjev prijatelj je vukodlak.
U Harryju Potteru i Princu miješane krvi saznajemo za opakog vukodlaka Fenrir Greyback, koji se specijalizirao za pretvaranje djece u vukodlake. On je ugrizao Remusa Lupina dok je ovaj još bio dijete, a trenutno radi za Voldemorta. Fenrir Greyback napao je Billa Weasleyja u Harryju Potteru i Princu miješane krvi, ali u vrijeme ugriza nije bio u obličju vukodlaka pa Bill nije postao puni vukodlak.

## Peeves
Peeves je kućni duh Hogwartsa.
Često zadirkuje i izvodi psine na učenicima i učiteljima, a mnogo puta u knjizi možemo primjetiti da kućni nadstojnik Argus Filch ne propušta niti jednu priliku da uhvati Peevesa i prijavi ga ravnatelju.
Tijekom 'vladavine' Dolores Umbridge nad Hogwartsom skoro je bio istjeran iz dvorca, kada je ministar magije potpisao njegovo istjerivanje dok je Umbridgeica bila ravnateljica.
Na oproštajnoj gozbi je tjerao profesoricu Umbridge štapom za hodanje koji je pripadao Minervi McGonagall, koji mu je ona, kako kaže, rado ustupila.
U 1. knjizi prije ceremonije razvrstavanja, domski duhovi: Debeli Fratar (Hufflepuff), Siva Dama (Ravenclaw), Skoro Bezglavi Nick (Gryffindor) i Krvavi Barun (Slytherin) vijećaju o tome da li je vrijedno Peevesu dati priliku da bude nazočan pri ceremoniji. Debeli Fratar navija za to, a Krvavi Barun govori da su mu puno puta dali priliku, ali ni jednom se nije pokazao pristojan i miran.
U knjizi možemo mnogo puta pročitati da Peeves često psuje, i piše prostačke geste po pločama u praznim učionicama. U 5. knjizi ga je prof. McGonagall potjerala iz učionice dok je pisao prostačke geste. Jedini put kada je Peeves primio i izvršio zapovijed učenika je taj da zagorča život Umbridgeici. To su mu rekli Fred i George Weasley prije nego što su odletjeli iz Hogwartsa.
Peeves se ne pojavljuje niti u jednoj filmskoj verziji Harry Pottera.

## Ostalo
- Popis životinja u Harryju Potteru
- Skrb za magična stvorenja
- Odjel za regulaciju i kontrolu magičnih stvorenja
- Čudesne zvijeri i gdje ih naći
- Animagus
- Vukodlak
- Kućni vilenjak
- Dementor
- Bauk (Harry Potter)
- Goblini (Harry Potter)